# Västflandern

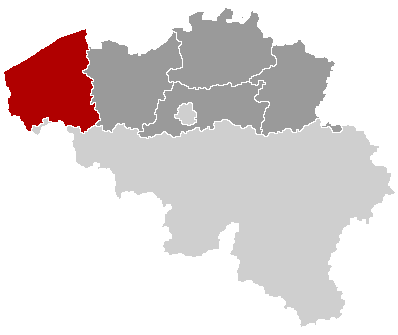
Provinsen Västflandern (rött) i regionen Flandern (mörkgrått) och Belgien.

Västflanderns flagga.

Västflandern eller West-Vlaanderen, Flanderns och Belgiens västligaste provins. Provinsen har 1 191 059 invånare (2018) och är 3151 km² stor. Provinsens huvudstad är Brygge. Carl Decaluwe har varit provinsguvernör sedan 2012. 

## Distrikt och kommuner
Västflandern består av åtta distrikt och 64 kommuner.
Bryggedistriktet:
- Beernem
- Blankenberge
- Brygge
- Damme
- Jabbeke
- Knokke-Heist
- Oostkamp
- Torhout
- Zedelgem
- Zuienkerke

Kortrijkdistriktet:
- Anzegem
- Avelgem
- Kortrijk
- Deerlijk
- Harelbeke
- Kuurne
- Lendelede
- Menen
- Spiere-Helkijn
- Waregem
- Wevelgem
- Zwevegem

Diksmuidedistriktet:
- Diksmuide
- Houthulst
- Koekelare
- Kortemark
- Lo-Reninge

Oostendedistriktet:
- Bredene
- De Haan
- Gistel
- Ichtegem
- Middelkerke
- Oostende
- Oudenburg

Roeselaredistriktet:
- Hooglede
- Ingelmunster
- Izegem
- Ledegem
- Lichtervelde
- Moorslede
- Roeselare
- Staden

Tieltdistriktet:
- Ardooie
- Dentergem
- Meulebeke
- Oostrozebeke
- Pittem
- Ruiselede
- Tielt
- Wielsbeke
- Wingene

Veurnedistriktet:
- Alveringem
- De Panne
- Koksijde
- Nieuwpoort
- Veurne

Iepersdistriktet:
- Heuvelland
- Ypern (Ieper)
- Langemark-Poelkapelle
- Mesen
- Poperinge
- Vleteren
- Wervik
- Zonnebeke